# Павутиння Шарлотти (фільм, 2006)
«Павутиння Шарлотти» (англ. Charlotte’s Web) — американський повнометражний фільм 2006 року, заснований на однойменній книзі Е. Б. Вайта, від режисера Гарі Вініка, виробництва Paramount Pictures, Walden Media, The K Entertainment Company, та Nickelodeon Movies. Сценарій написаний Сюзаною Грант та Кері Кіркпатрик. Це друга адаптація книги Е. Б. Вайта, якій передував мультфільм 1973 року, створений студією Ханна-Барбера для студії Paramount Pictures.

## Сюжет
Після того, як дівчинка на ім'я Ферн рятує порося Вілбура від загибелі, він потрапляє на скотний двір. Інші тварини швидко дають йому зрозуміти, що проживе він недовго, однак павучиха Шарлотта вплітає у своє павутиння слова, які мають переконати фермера в тому, що це незвичне порося, гідне життя.

## Історія створення
Продюсер Джордан Кернер читав книгу своїм маленьким донькам і, відповідаючи на питання однієї з них, зрозумів, що цей сюжет потрібно використати для фільму. Разом з виконавчим продюсером Полом Нісаном він написав план стрічки на 28 сторінках. Працювати над сценарієм запросили Сюзанну Грант («Ерін Брокович») та Кері Кіркпатріка («Втеча з курника», «Лісова братва»). Студія намагалась знайти свіжий підхід до роману, який не екранізували з 1973 р., коли за його мотивами зняли анімаційну картину. Режисуру пропонували Тіму Бертону, але той відмовився через свій проєкт «Суїні Тоді».
Вільний розклад зйомок дозволяв підлаштуватись під графік будь-якої знаменитості. Шарлотту озвучила Джулія Робертс. «Спочатку моя героїня мене налякала, — зізнається актриса. — Вловити її сутність було дуже цікаво, але при цьому вона ж павучиха. Тому це було дійсно складно». Ферн Арабл зіграла Дакота Фаннінг. Коли продюсери «Шарлотти» дізнались, що робота юної актриси у «Війні світів» Стівена Спілберга може завадити їй знятись в їхньому фільмі, вони вирішили зачекати зі зйомками, тим паче що Дакота дуже хотіла зіграти Ферн.
Ферми Араблів і Цукерманів та навколишні будівлі створили у Гріндейлі, а інтер'єри знімали у Мельбурні. Зйомки почались 31 січня 2005 р. Вони проходили австралійським літом, тому для зображення осені довелось пофарбувати екологічно чистою фарбою усю зелень, що потрапляла у кадр. Бюджет фільму — 85 млн доларів. Більшість тварин у фільмі не створені за допомогою комп'ютера, а «грають» вживу. Візуальні ефекти застосовували у сценах, де тварини розмовляють. Окремі епізоди неможливо було створити без комп'ютерів, наприклад, сцену, в якій камера ходить хвостом за щуром у його норі.

## Касові збори
Під час показу в Україні, що розпочався 1 січня 2007 року, протягом перших вихідних фільм зібрав $128,545 і посів 4 місце в кінопрокаті того тижня. Фільм опустився на п'яту сходинку українського кінопрокату наступного тижня і зібрав за ті вихідні ще $53,705. Загалом фільм в кінопрокаті України пробув 3 тижні і зібрав $291,762, посівши 54 місце серед найбільш касових фільмів 2007 року.